# دست‌نیافتنی (فیلم ۲۰۰۴)
دست نیافتنی (به انگلیسی: Out Of Reach) یک فیلم اکشن آمریکایی محصول سال ۲۰۰۴ به کارگردانی پو-چی_لیانگ با بازی استیون_سیگال است. این فیلم در تاریخ ۲۰ ژوئیه ۲۰۰۴ به صورت فیلم ویدئویی در ایالات متحده منتشر شد.  

## داستان
بیلی ری لنسینگ، یک عامل سابق پنهان تبدیل پرشین، در می‌یابد که برنامه پرورش او با استفاده از برای کمک به یک دختر جوان است که در واقع یک شبکه قاچاق انسان است. LANCING سر در خارج از کشور برای پیدا کردن دختر و تعطیل عملیات.

## بازیگران
- استیون سیگال در نقش ویلیام لنسینگ
- ایدا نواکوفسکا
- آگنیشکا واگنر
- مت شولتز
- کشیشتف پیه‌چینسکی
- الکساندرا هامکاوو
- رابی جی در نقش لوئیس مورتون
- مرات ییلماز در نقش عظیمی
- نیک بریمبل در نقش آقای الگین
- ژان پلازالکی در نقش نیکی
- شاون لورنس در نقش عامل چوپان
- کاتاژینا والتر
- هانا دونوفسکا
- فرانک هیلدبراند
- Klaudia Jakacka در نقش پترا
- Jan Janga-Tomaszewski در نقش عمو پاول
- ماریا مای در نقش خانم ماریا دونااتا [۱]